# 클레이턴 리처드
클레이턴 콜비 리처드(Clayton Colby Richard, 1983년 9월 12일 ~ )는 미국의 야구 선수로, 전 토론토 블루제이스의 투수이다.